# Пый
Пый — река в России, протекает в Гайнском районе Пермского края. Устье реки находится в 1198 км по правому берегу реки Кама. Длина реки составляет 22 км. 
Исток реки в лесах в 18 км к юго-западу от посёлка Гайны. Река течёт на северо-запад по ненаселённому лесу. Приток — Глубокая (правый). В нижнем течении протекает старицы Камы, известные как озера Илты и Алаужемское. Впадает в Каму напротив деревни Усть-Чукурья (Гайнское сельское поселение).

## Данные водного реестра
По данным государственного водного реестра России относится к Камскому бассейновому округу, водохозяйственный участок реки — Кама от истока до водомерного поста у села Бондюг, речной подбассейн реки — бассейны притоков Камы до впадения Белой. Речной бассейн реки — Кама.
По данным геоинформационной системы водохозяйственного районирования территории РФ, подготовленной Федеральным агентством водных ресурсов:
- Код водного объекта в государственном водном реестре — 10010100112111100001433
- Код по гидрологической изученности (ГИ) — 111100143
- Код бассейна — 10.01.01.001
- Номер тома по ГИ — 11
- Выпуск по ГИ — 1